# Ambly-Fleury
Ambly-Fleury là một xã ở tỉnh Ardennes, thuộc vùng Grand Est ở phía bắc nước Pháp.